# Ra'ana Liaquat Ali Khan
Ra'ana Liaquat Ali Khan (en ourdou : عنا لياقت على خان) ou de son nom de naissance Sheila Irene Pant, née le 13 février 1905 à Almora et morte le 13 juin 1990 à Karachi, est une femme politique pakistanaise. 

## Biographie
Originaire des Provinces unies d'Agra et d'Oudh, elle s'engage dans le mouvement pour le Pakistan très actif parmi les musulmans de cette région. Elle épouse Liaquat Ali Khan en 1932, lui aussi actif dans le mouvement et membre important de la Ligue musulmane. 
Après l'indépendance du Pakistan le 14 août 1947, son mari devient le premier chef de gouvernement de la jeune nation. Ra'ana s'engage alors dans des programmes d'émancipation des femmes pakistanaises et incite à leur participation à la vie politique. Elle fonde notamment la All Pakistan Women's Association en 1949. 
Après la mort de son mari, elle sera plusieurs fois ambassadrice, auprès des Pays-Bas de 1954 à 1961 puis auprès de l'Italie et de la Tunisie de 1965 à 1966. Au début des années 1970, Ra'ana Liaquat s'engage à gauche auprès du Parti du peuple pakistanais de Zulfikar Ali Bhutto, et sera notamment gouverneur de la province du Sind de 1973 à 1976.
Morte en 1990 à l'âge de 85 ans, elle est enterrée auprès de son mari dans le Mazar-e-Quaid, le mausolée créé pour le père de la nation Muhammad Ali Jinnah.